# Fujiwara no Chōshi
Fujiwara no Chōshi (近衛長子), (1218 – 11 février 1275), est une impératrice consort du Japon. Elle est la consort de l'empereur Go-Horikawa.

## Source de la traduction
- (en) Cet article est partiellement ou en totalité issu de l’article de Wikipédia en anglais intitulé « Fujiwara no Chōshi » (voir la liste des auteurs).